# Henry Carey, 1:e baron Hunsdon
Henry Carey, 1:e baron Hunsdon, död 1596, var en engelsk hovfunktionär. Han var son till Mary Boleyn och kusin till Elisabet I och är känd som beskyddare av William Shakespeare.